# Grant Cronica de Espanya

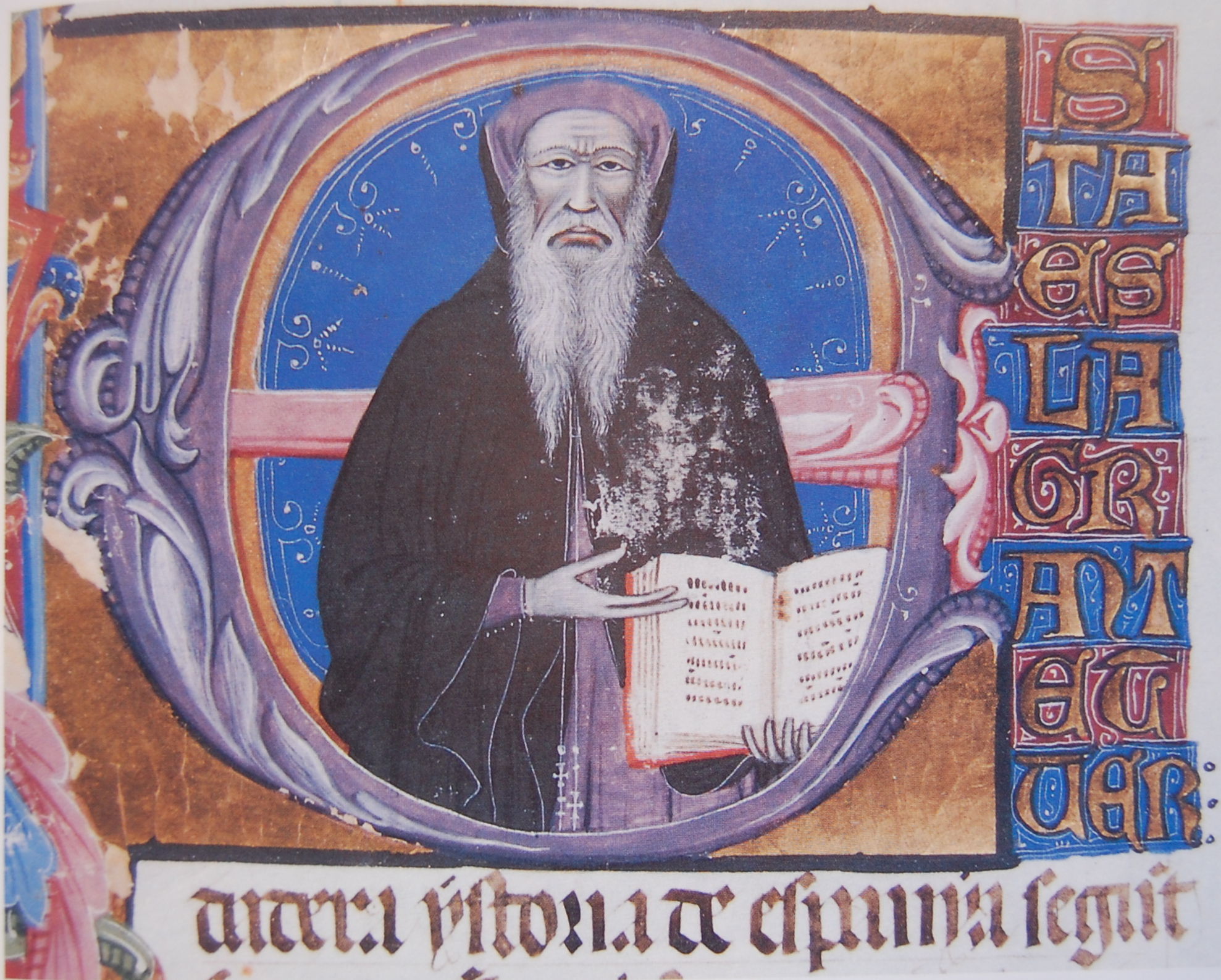
Juan Fernández de Heredia representado con los hábitos de su Orden con un códice en sus manos, invitando a su lectura, en una gran E inicial de su Grant Cronica de Espanya.

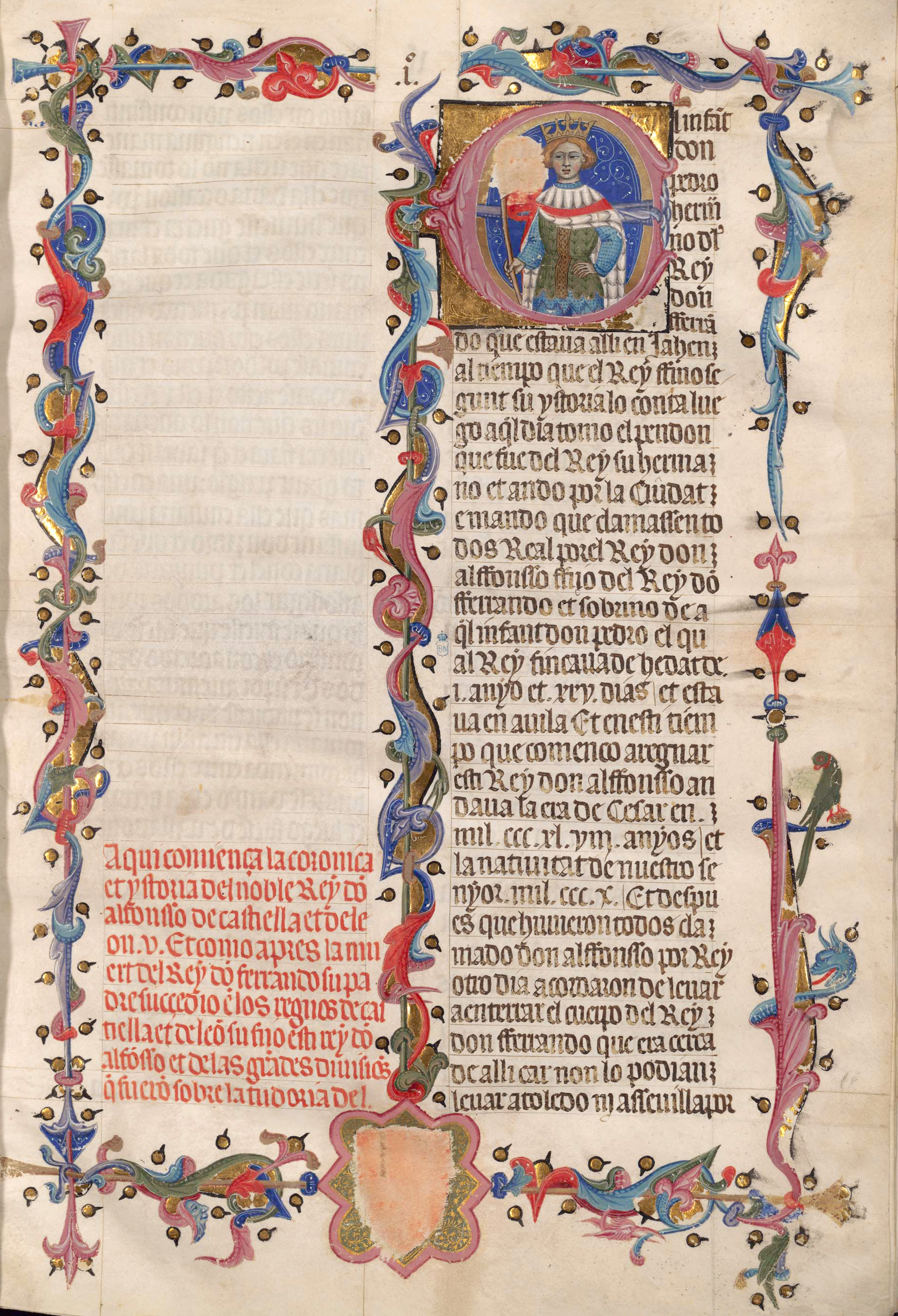
Íncipit de la tercera parte de la Grant Cronica de Espanya. El título del capítulo, en tinta roja y lengua aragonesa, reza: «Aquí comiença la corónica et ystoria del noble rey don Alfonsso de Castiella e de León. Et cómo aprés la muert del rey don Fernando, su padre, suçcedió en los regnos de Castiella et de León su fijo, esti rey don Alfonso et de las grandes divisiones que fueron sobre la tudoría dél».

La Grant Cronica de Espanya o La grant e verdadera historia de Espanya, traducido como Gran crónica de España, es un libro de Juan Fernández de Heredia escrito en lengua aragonesa en 1385.

## Historia
En una de las dos grandes obras de Fernández de Heredia como historiador, junto con la Grant Cronica de los conquiridores, también escrita en aragonés. Los códices de las dos obras se encuentran actualmente en la Biblioteca Nacional de España en Madrid. Fernández de Heredia fue el patrocinador de un escritorio similar al que en Castilla produjo Alfonso X El Sabio, con su labor de dirección y selección de los materiales a incorporar.
La Grant Cronica de Espanya es una recopilación histórica a modo de crónica, que está inspirada en el estilo de la conocida Primera Crónica General de Alfonso X de Castilla.
Tiene tres partidas o partes. La primera (signatura: Mss/10133) está dividida en 14 libros y 702 capítulos, abarcando desde Tubal hasta el último rey visigodo, y termina con: "Lamentaçion fecha por la destruyçion de Espanya et perdicion del grant et noble linage de los videgodos".
La segunda partida se ha perdido y la tercera (Mss/10134<1>) es una traducción de una crónica de Alfonso XI de Castilla hasta la toma de Algeciras (1344), dividida en 283 capítulos.